# 埼玉県立大宮光陵高等学校
埼玉県立大宮光陵高等学校（さいたまけんりつ おおみやこうりょうこうとうがっこう）は、埼玉県さいたま市西区大字中野林にある県立高等学校。

## 概要
本校の校名の「光陵」は「光あふれる希望に満ちた丘の学園」を意味する。
全日制で普通科、外国語コース、美術科、音楽科、書道科の4学科1コースを設置している。普通科は1年生では全員共通科目を学び、2年生から文系・理系に分かれる。外国語コースは英語が中心だが、2年生からフランス語を第2外国語として選択することが可能。音楽科はピアノ専攻、声楽専攻、管・打楽器専攻、弦楽器専攻がある。
学校行事は、遠足、体育祭、スポーツ大会、文化祭（光陵祭）などが行われる。制服は男子は上下が紺色のブレザーで、ネクタイは青色。女子は上下が紺色のブレザーで、リボンや装飾は一切なくシンプルなものとなっている。

## 沿革
- 1986年（昭和61年）
  - 3月 - 管理棟・普通教室棟（A、B）竣工。
  - 4月 - 埼玉県立大宮光陵高等学校創立。普通科・音楽科の2学科を開設。
  - 6月 - 普通教室棟C・特別教室棟・重層体育館竣工。
- 1987年（昭和62年）4月 - 美術科開設
- 1994年（平成6年）4月 - 書道科開設

## 教育目標
真理を求め、自他を尊重する心情、たくましい意志力と体力及び豊かな情操を養い、国際的な広い視野にたって、社会の発展と文化の創造に貢献できる人材を育成する。

## 国際交流
オーストラリア姉妹校と交流
1999年からオーストラリア・クイーンズランド州の姉妹校キャベンディッシュロード・ステート・ハイスクール（Cavendish Road State High School）と長期交換留学制度を締結した。毎年1 - 2名、学校間で留学生の交換を行っている。
また2年に1度、夏休み中に生徒約30名が姉妹校を2週間訪問している。対象は外国語コースの生徒が主体だが、全校生徒にも希望者を募っている。隔年で姉妹校生徒が本校を訪れ、交流も深めている。
日台友好親善訪問
書道科の生徒を中心に、友好親善訪問団を中国に派遣してきたが、行き先を台湾に変え、隔年の夏休みに希望者を募り、5日間の日程で親善訪問を実施している。
ヨーロッパ研修旅行
音楽科・美術科の生徒を中心に隔年3月下旬に約8日間の日程で、オーストリアのウィーンなどへヨーロッパ研修旅行を行っている。音楽科の生徒は個人レッスンを受けたり、本場のコンサートやオペラを鑑賞する。美術科の生徒はデッサンの授業を体験したり、歴史的建造物や本物の名画・彫刻に数多く触れる。

## 部活動
書道部は高校生国際美術展（書道の部）で2008年から2015年まで連続して団体で最優秀校賞を受賞した。個人では、チャールズ皇太子賞・内閣総理大臣賞・文部科学大臣賞・外務大臣賞など多数受賞している。その他、全国高等学校総合文化祭では2度の文部科学大臣賞や文化庁長官賞、奨励賞をはじめとした上位賞、弘法大師奉賛高野山競書大会では最高賞である弘法大師賞を2度受賞、独立行政法人国立青少年教育振興機構主催の全国青少年書き初め大会においても個人、団体ともに文部科学大臣賞を受賞している。

## アクセス
- 西武バス「大宮光陵高校」停留所 徒歩1分、「足立神社」停留所 徒歩5分、「水判土」停留所 徒歩7分

## 著名な出身者
- 大羽洋子（ピアニスト）
- 神田山吹（講談師）
- 唐沢菜々江（銀座クラブ経営者）
- 前田賢一朗（声優）
- 田代万里生（声楽科（テノール）、ESCOLTAメンバー、俳優）
- 梅沢和木（美術家）
- ひみつのはぐ（歌手）
- 末廣健一郎（作曲家、編曲家）
- 新井瑛久（ピアニスト、YouTuber）
- 野口大志（作曲家、編曲家、PAエンジニア）
- 小黒竜吾（ボートレーサー）

## その他
- 芸術科においては、1クラスあたり数名しか男子がいない学級もある。そのため、体育など一部の授業は普通科と合同で行う場合が多い。
- 2008年、ウォークマン「Play You.」プロジェクト第2弾として、シンガーソングライターのYUIが大宮光陵高校の管弦楽部とスクールライブを実施。その様子は、ウェブムービーの本篇の公開と共に連動したテレビCMもオンエアされた。スクールライブで演奏した楽曲は、11月12日にリリースしたアルバム『MY SHORT STORIES』に収録されている。